# Magistrala CFR 800
Magistrala 800 este o magistrală a Căilor Ferate Române.

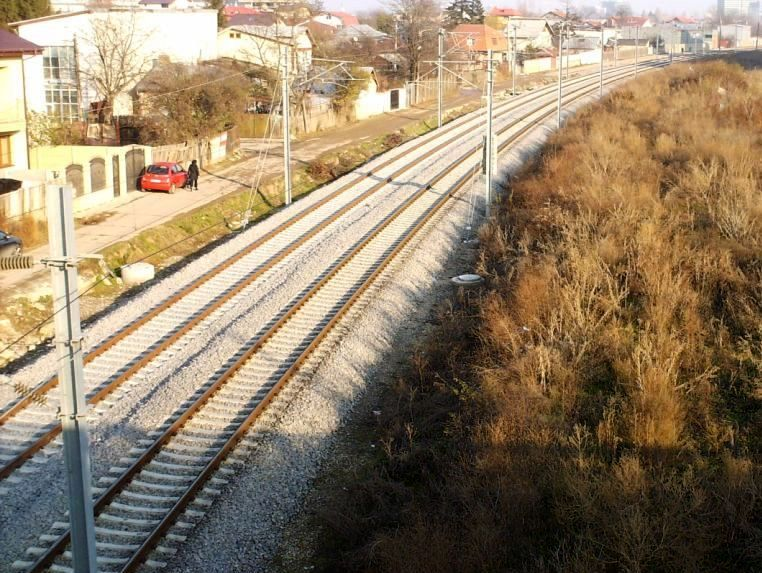
Calea ferată Oradea-Arad-Constanța, în apropiere de București, după modernizare

## Calea ferată principală
- 800 București (Nord) - Ciulnița - Fetești - Medgidia - Constanța - Mangalia (268 km)

Această linie de cale ferată a fost modernizată și în prezent pe majoritatea distanței se poate circula cu o viteză maximă de 160 kilometri/ora pentru trenurile de călători și 120 km/h pentru trenurile de marfă. Cel mai rapid tren de pasageri străbate distanța dintre Gara de Nord din București și Constanța în exact 2 ore.
În data de 4 iulie 2014 primul tren din programul estival de transport, care circulă cu viteza maxima de 160 km/h, a parcurs distanța București-Constanța, de 225 de kilometri, într-o oră și 55 de minute, record de viteză pentru transportul pe calea ferată în România.
Transportul de călători este asigurat în principal de Compania Națională de Căi Ferate CFR Călători, dar și de companiile private Softrans, Astra Trans Carpatic și Regio Călători (acestea 3 având curse doar vara).
Stațiile de călători de pe magistrala 800 sunt: Medgidia, Cernavodă Pod, Fetești, Ciulnița si Lehliu. De la București la Constanța linia este dublă electrificată, iar de la Constanța la Mangalia linia este simplă neelectrificată.
În mare parte, pe porțiunea București Nord - Constanța semnalizarea este TMV cu BLA 4i, însă unele stații sunt dotate cu semnale DTV. Pe porțiunea Constanta - Mangalia, linia este dotată cu semnale DTV cu semnale de ieșire de grup, iar gara Mangalia este dotată cu semafoare mecanice.

## Căi ferate secundare
| Secția | Traseu                        | Lungime (km) | Operator                | Fotografie |
| ------ | ----------------------------- | ------------ | ----------------------- | ---------- |
| 801    | Titan Sud - Oltenița          | 76           | Transferoviar Călători  |            |
| 802    | Slobozia Veche - Călărași Sud | 44           | CFR                     |            |
| 803    | Medgidia - Negru Vodă         | 58           | CFR (trafic inexistent) |            |
| 804    | Medgidia - Tulcea             | 144          | CFR                     |            |
| 805    | Saligny Est - Cernavodă Oraș  | 6            | Închisă                 |            |
| 806    | Constanța - Sitorman          | 44           | Doar transport marfă    |            |